# Heinrich Schmidt (Politiker, 1871)
Heinrich Schmidt (* 13. November 1871 in Nienhagen; † 16. November 1941 in Rostock) war ein deutscher Handwerker und Politiker (SPD).

## Leben
Schmidt war gelernter Stellmacher. 1906 wurde er Redakteur der sozialdemokratischen „Mecklenburger Volkszeitung“. Von 1906 bis 1914 war er Mitglied im SPD-Landesvorstand. Von 1913 bis 1923 war er Gauleiter des Landarbeiterverbandes in Mecklenburg. 1919 wurde er Abgeordneter des Verfassunggebenden Landtags von Mecklenburg-Schwerin als Nachrücker für den verstorbenen Franz Starosson. Anschließend war er ebenfalls Abgeordneter im ersten und zweiten ordentlichen Landtag von Mecklenburg-Schwerin. Nach 1923 arbeitete er hauptberuflich im Landesarbeitsamt, von 1931 bis 1937 betrieb er eine Holzwarenfabrik in Rostock.